# Paul Rübig

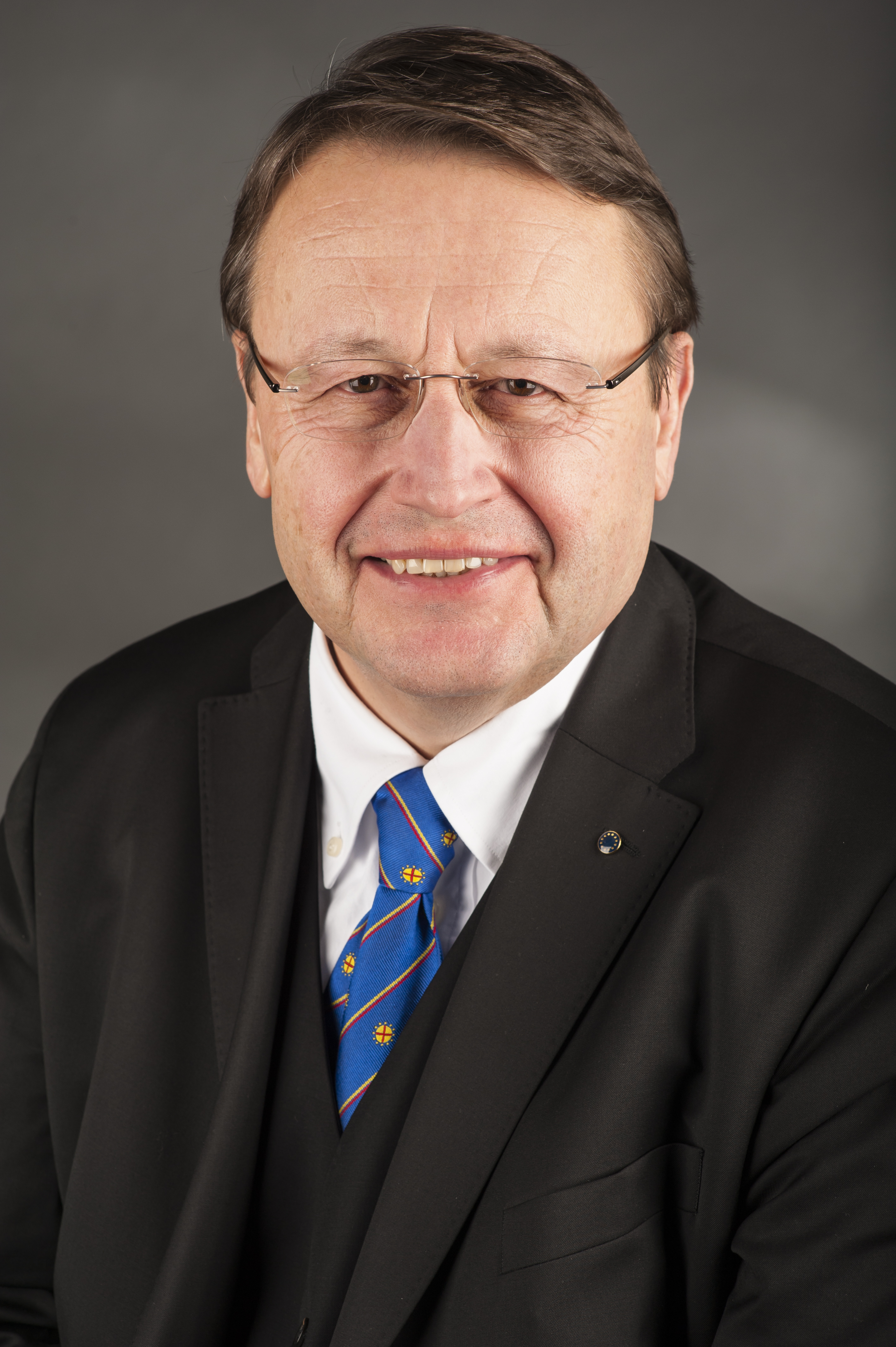
Paul Rübig (2014)

Paul Rübig (* 6. Mai 1953 in Wels) ist ein österreichischer Politiker (ÖVP). Er war vom 25. Jänner 1996 bis 2019  Abgeordneter zum Europäischen Parlament und wurde 1996, 1999, 2004, 2009 und 2014 durch Wahlen in seinem Amt bestätigt.

## Ausbildung und Tätigkeiten
Nach seiner Schulzeit in Wels und Steyr studierte Rübig zwischen 1972 und 1978 Betriebswirtschaft, Marketing und Produktionstechnik an der Universität Linz. Anschließend war er bis 1984 als Doktorand an der Universität Linz, am Institut für Revisions-, Treuhand- und Rechnungswesen. Nebenbei betätigte er sich in seiner Studienzeit als Rettungsschwimmer, Segelflug- und Schilehrer.
Rübig begann seine berufliche Karriere im Jahr 1972. Bis 1996 bekleidete er verschiedene Leitungsfunktionen im familiären Schmiedeunternehmen.

## Politische Laufbahn
Rübig begann seine politische Laufbahn im Oberösterreichischen Landtag, in dem er von 1991 bis 1995 im Vorfeld des österreichischen Beitritts zur Europäischen Union als Vorsitzender des EU-Integrationsausschusses wirkte. Nach einer kurzen Periode als Nationalratsabgeordneter wechselte er am 25. Jänner 1996 als Abgeordneter ins Europäische Parlament, zunächst vorübergehend auf Entscheidung des Nationalrates. Seither wurde er fünfmal durch Wahlen in seinem Amt bestätigt, nämlich in den Jahren 1996, 1999, 2004, 2009 und 2014. Er war somit der längstdienende österreichische Europa-Abgeordnete.
Nach der Europawahl in Österreich 2019 schied er aus dem Europäischen Parlament aus.
Seit 2020 ist Paul Rübig Mitglied im Verwaltungsrat des Europäischen Innovations- und Technologieinstituts (EIT) sowie Mitglied im Europäischen Wirtschafts- und Sozialausschuss.

### Aufgabenbereiche im Europäischen Parlament
Im Europäischen Parlament ist Rübig Mitglied der EVP-Fraktion. Er ist ständiges Mitglied im Ausschuss für Industrie, Forschung und Energie und im Haushaltskontrollausschuss sowie Ersatzmitglied im Haushaltsausschuss. Als stellvertretender Vorsitzender ist er Mitglied in der Delegation zu den Maghreb-Ländern und außerdem ist er auch engagiert in den Delegationen zu den EFTA-Staaten und der arabischen Halbinsel.
Als Mitinitiator des WTO Steering Committee bekleidet Rübig dort den Posten des EVP-Mittelstandssprechers. Des Weiteren ist er auch Schatzmeister des ÖVP-Europaklubs im Europäischen Parlament, erster stellvertretender Vorsitzender von STOA (Scientific Technology Options Assessment) und Vorsitzender der „Paneuropa-Arbeitsgruppe“ im Europäischen Parlament.

## Familie
Rübig ist seit 1980 verheiratet und Vater einer erwachsenen Tochter und eines erwachsenen Sohnes.

## Kontroversen
Rübig wurde 2011 vorgeworfen, bei Entscheidungen einseitig für energiepolitische Ziele Position bezogen und dadurch womöglich einen Interessenkonflikt geschaffen zu haben. Er wies die Vorwürfe zurück und unterstrich, dass er sich stets offen für die Interessen des Wirtschafts- und Industriestandortes Österreich eingesetzt habe.
Aufregung gab es auch über die Aussage Rübigs zur Netzneutralität, wonach Downloads von House of Cards zu Staus im Netz führten und Notrufe nicht durchgeführt werden könnten. Weiters findet er es fair, dass große amerikanische Firmen in Europa dafür zahlen sollen, wenn sie die ganze Bandbreite ausnützen wollen, behauptet aber andererseits, für Netzneutralität zu sein.

## Auszeichnungen
- 2009: Kommerzialrat
- 2015: Europaabgeordneter des Jahres, Kategorie: Informations- und Kommunikations-Technologie[15]
- 2013: Europaabgeordneter des Jahres, Kategorie: Forschung und Innovation[16]
- 2013: Ehrenpräsident des Europäischen Wirtschaftsbundes (SME Europe)
- 2008: Europaabgeordneter des Jahres, Kategorie: Forschung und Innovation[17]
- 2003: Großes Goldenes Ehrenzeichen für Verdienste um die Republik Österreich[18]

## Publikationen
- mit Sigmar Stadlmeier: UnternehmerInnen brauchen Freiheit. Gesetzgebung der EU erklärt anhand einiger Beispiele aus der Praxis. Trauner, Linz 2013, ISBN 978-3-99033-170-5.
- mit Christian D. de Fouloy: The road to a united Europe. Preface by Otto von Habsburg. Unicorn Publishing Studio, London 2004, ISBN 1-870886-16-X.
- als Herausgeber mit Achim Kaspar: Telekommunikation. 5 Bände. Linde u. a., Wien 1997–2010;
  - (Band 1): Herausforderung für Österreich. 1997, ISBN 3-85436-235-8;
  - Band 2: Ausblicke nach der Liberalisierung. 1999, ISBN 3-85436-270-6;
  - Band 3: e-wwworld > 2000. 2000, ISBN 3-7073-0119-2;
  - Band 4: Sternzeit 2010. Der Markt, die Perspektiven, neue Dimensionen. 2006, ISBN 3-7073-0682-8;
  - Band 5: Changing The World. Human. Social. Technical. Networks. 2010, ISBN 978-3-7073-1609-4.
- Lizenzmarketing. Trauner, Linz 1985, ISBN 3-85320-367-1.
- mit Hans Mühlbacher: Internationale Patent- und Lizenzpolitik im Investitionsgütermarketing (= Marketingstudien. Studie 6). Trauner, Linz 1978, ISBN 3-85320-198-9.